# Šimona (román L. Feuchtwangera)
Šimona je román Liona Feuchtwangera vydaný v roce 1950. Odehrává se na začátku 2. svět. války ve francouzském městečku Saint-Martin ležícím v Burgundsku na počátku německé okupace. Vypráví příběh Šimony Planchardové, která vlivem životních zkušeností předčasně dospěje a odhodlá se k vlasteneckému činu.

## Děj
K městečku Saint-Martin se pomalu blíží německá okupační vojska a obyvatelé se snaží přizpůsobit nadcházejícím událostem. Hlavní hrdinka, patnáctiletá osiřelá Šimona Planchardová, žije v honosné vile Monrepos u svého strýce Prospera Plancharda, nevlastního bratra Šimonina otce, kterého zpočátku velmi miluje, protože si ji přisvojil za vlastní a hezky se k ní choval. Strýcova matka, zvaná madame, však Šimonu nemůže vystát a jedná s ní jako se služkou. Šimona vykonává různé domácí práce a má na starosti nákupy ve městě a kuchyni. Strýc vlastní velkou špeditérskou firmu sestávající z garáží, rozsáhlého vozového parku, zásobárny pohonných hmot a benzinové pumpy, u níž je Šimona přes den zaměstnána.
Ve volném čase Šimona vychází do města, kde má kamarádku Jindřišku a také vzpomíná na kamaráda Etienna, který je však tou dobou pryč. Ráda navštěvuje otce Bastida, od nějž si půjčuje knížky, které po večerech a nocích vášnivě čte ve svém podkrovním pokojíku. Nejraději má romány o Johance z Arku, s níž se stále více ztotožňuje.
Ve městě houstne atmosféra z obav před německou okupací a každý se zařizuje podle svého. Do děje stále více vstupuje mladík Maurice, zaměstnanec strýcovy firmy, který si Šimonu při každé příležitosti dobírá, někdy až příliš. Městem proudí davy uprchlíků z Belgie a Holandska, kteří se snaží uniknout před postupující německou armádou. Různí městští činitelé se obracejí na strýce Prospera, aby jim dal k dispozici své vozy a pohonné hmoty. Strýc s tím naoko souhlasí, ale jeho duše obchodníka se příčí tomu, aby někomu zdarma poskytoval pomoc a spíš soustředí se na návrhy zlého a sobeckého markýze de Saint-Brisson, který mu chce zaplatit za to, aby mu odvezl obrovské zásoby vzácných vín do bezpečí.
Aby si Prosper zachoval před lidmi tvář, dává uprchlíkům k dispozici dvě auta a tvrdí, že musí zbytek vozového parku zachovat v pohotovosti pro důležitější účely. Protivníci namítají, že padnou do rukou Němcům, ale strýc je potají přesvědčen, že se s nimi nějak dohodne a svůj obchod si zachová i po dobu okupace. V tu dobu se v Šimoně začne ozývat vlastenecké cítění a jednou dá strýci před ostatními zaměstnanci najevo, co si o jeho počínání myslí. Tuto poznámku dobře zaregistruje i Maurice a začne na ni měnit názor.
Vyvrcholení románu spočívá v okamžiku, kdy se Šimona po dlouhém a bolestném rozvažování rozhodne vykonat vlastenecký čin, při němž zničí strýcovu firmu, aby se ji nezmocnili německé vojenské síly. Sebere strýcovi klíč od garáží, vplíží se k benzinovým nádržím a způsobí požár, který je po chvíli vyhodí do povětří. Třebaže nebyla nikým viděna, všichni vědí, včetně strýce a madame, kdo za tím činem stojí.
Šimona dostane domácí vězení a čeká ji nejistý osud. Maurice se rozhodne opustit město a uprchnout na motocyklu na jih Francie a nabízí Šimoně, aby odjela s ním. To je pro ni sice velmi lákavé, ale hrdost a ideály ji nedovolí, aby odešla, a přiznala tak svou vinu. Mezitím dorazí německé oddíly a začíná se projednávat Šimonin případ. Do hry vstupuje nenáviděný právník Levatour, markýz de Saint-Brisson a další. Přes odpor jejích obhájců se ustanovená komise usnese, že pošlou Šimonu do polepšovny. S tímto řešením souhlasí i Strýce Prosper, aby si zachoval postavení v nově nastalé situaci a Šimona mu vmete do tváře, co si o něm myslí. Když Šimona opouští radnici a v doprovodu strážníka kráčí k policejnímu vozu, obyvatelé Saint-Martinu jí vzdávají tichou poctu.

## Vydání
Německá
- Simone, Greifenverlag, Rudolstadt 1950

Česká
- Šimona, překlad Anna Kučerová, Albatros, Praha 1971